# Sportwagen-Weltmeisterschaft 1967

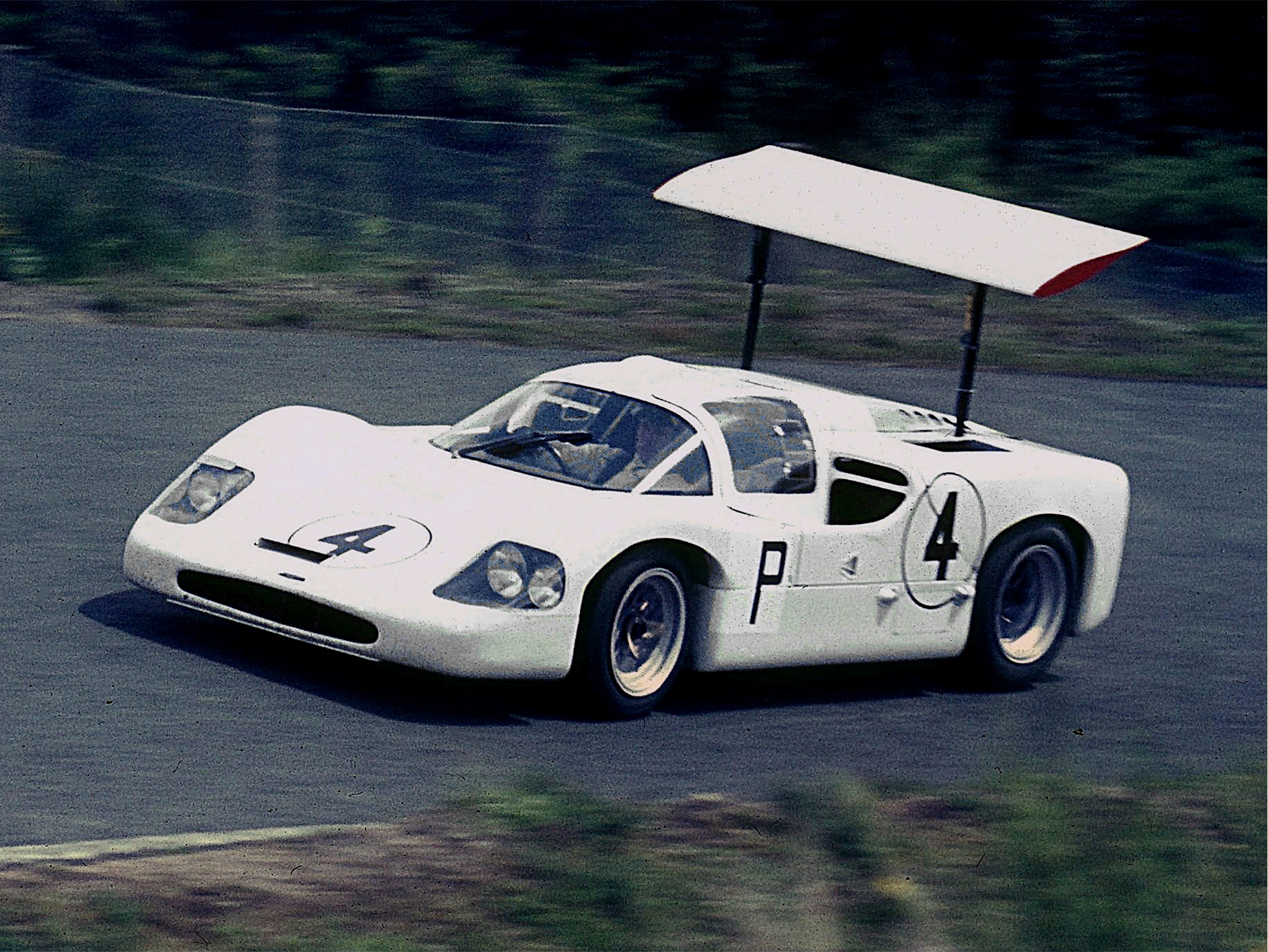
Mike Spence im Chaparral 2F beim 1000-km-Rennen auf dem Nürburgring

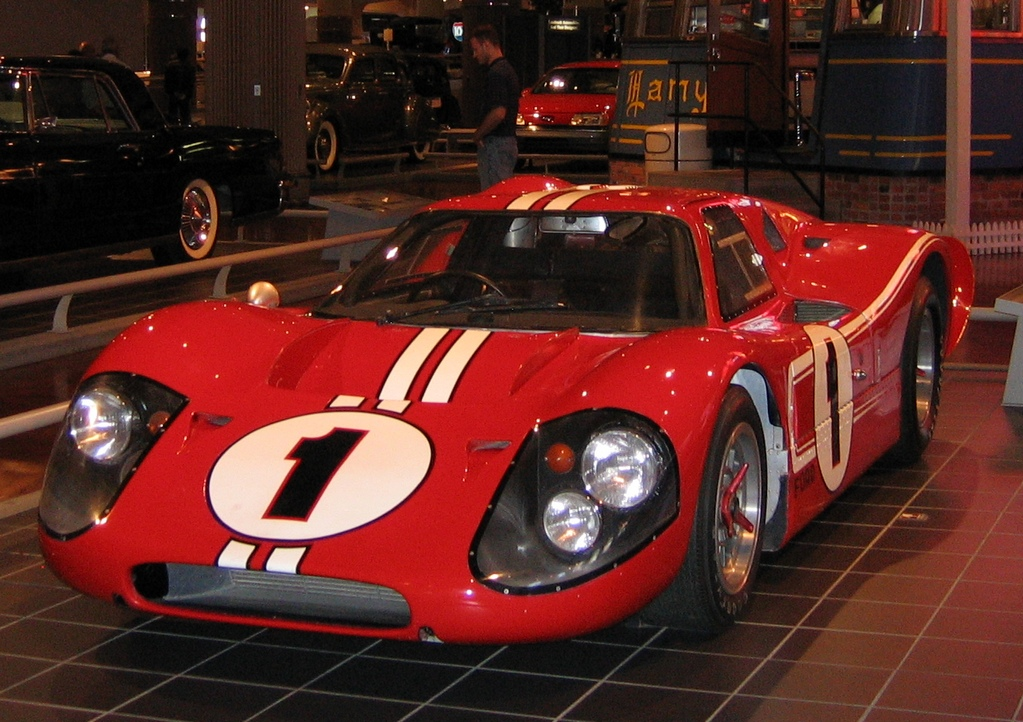
Ford GT40 Mk.IV; Siegerwagen von Dan Gurney und A. J. Foyt beim 24-Stunden-Rennen von Le Mans

Die Sportwagen-Weltmeisterschaft 1967 war die 15. Saison dieser Meisterschaft. Sie begann am 5. Februar und endete am 14. September 1967.

## Meisterschaft
1967 wurde der Rennkalender erneut gestrafft. Als einziges Bergrennen behielt das Rennen von Ollon-Villars seinen Weltmeisterschaftsstatus. Es war das letzte Bergrennen in der Geschichte der Meisterschaft, das diesen Status hatte. Von den 14 Rennen waren zehn für Prototypen, Sportwagen und GT-Wagen ausgeschrieben.
Die Saison begann mit zwei Rennen in den Vereinigten Staaten. Das 24-Stunden-Rennen von Daytona endete mit einem Ferrari-Dreifacherfolg. Lorenzo Bandini und Chris Amon gewannen auf einem Werks-Ferrari 330P4 vor ihren Team- und Modellkollegen Mike Parkes und Ludovico Scarfiotti. Dritte wurden Pedro Rodríguez und Jean Guichet im vom North American Racing Team gemeldeten 412P. Das folgende 12-Stunden-Rennen von Sebring gewannen Bruce McLaren und Mario Andretti im neuen Ford GT40 Mk. IV. Ferrari war dem Rennen ferngeblieben.
Beim ersten Saisonrennen in Europa, dem 1000-km-Rennen von Monza, baute Ferrari mit dem zweiten Saisonerfolg die Führung in der Weltmeisterschaft aus. Auf den Sieg des Mirage M1, gefahren von Jacky Ickx und Dick Thompson, beim 1000-km-Rennen von Spa-Francorchamps folgten zwei Porsche-Siege. Bei der Targa Florio siegten Paul Hawkins und Rolf Stommelen im Porsche 910/8 und beim 1000-km-Rennen auf dem Nürburgring Udo Schütz und Joe Buzzetta. Die Entscheidung um den Titel fiel beim zehnten Lauf des Jahres, dem 6-Stunden-Rennen von Brands Hatch. Durch den zweiten Rang von Jackie Stewart und Chris Amon im 330P4 Spyder gewann Ferrari den Prototypentitel mit einem Vorsprung von zwei Punkten auf Porsche, deren dritter Rang in Brands Hatch als Streichresultat aus der Wertung fiel.

## Rennkalender
| Nr. | Datum           | Rennname / Rennstrecke                                              | Team                       | Gesamtsieger                 | Fahrzeug               | Meisterschaft             |
| --- | --------------- | ------------------------------------------------------------------- | -------------------------- | ---------------------------- | ---------------------- | ------------------------- |
| 1   | 4. – 5. Februar | 24-Stunden-Rennen von Daytona (Daytona International Speedway)      | Ferrari s.p.a.             | Lorenzo Bandini Chris Amon   | Ferrari 330P4          | Alle                      |
| 2   | 1. April        | 12-Stunden-Rennen von Sebring (Sebring International Raceway)       | Ford Motor Company         | Bruce McLaren Mario Andretti | Ford GT40 MK.IV        | Alle                      |
| 3   | 25. April       | 1000-km-Rennen von Monza (Autodromo Nazionale Monza)                | SpA Ferrari SEFAC          | Lorenzo Bandini Chris Amon   | Ferrari 330P4          | Alle                      |
| 4   | 1. Mai          | 1000-km-Rennen von Spa-Francorchamps (Circuit de Spa-Francorchamps) | J. W. Automotive           | Jacky Ickx Dick Thompson     | Mirage M1              | Alle                      |
| 5   | 14. Mai         | Targa Florio (Piccolo circuito delle Madonie)                       | Porsche System Engineering | Paul Hawkins Rolf Stommelen  | Porsche 910/8          | Alle                      |
| 6   | 28. Mai         | 1000-km-Rennen auf dem Nürburgring (Nürburgring)                    | Porsche System Engineering | Joe Buzzetta Udo Schütz      | Porsche 910            | Alle                      |
| 7   | 10. – 11. Juni  | 24-Stunden-Rennen von Le Mans (Circuit des 24 Heures)               | Shelby-American Inc.       | Dan Gurney A. J. Foyt        | Ford GT40 Mk.IV        | Alle                      |
| 8   | 9. Juli         | Großer Preis von Hockenheim (Hockenheimring)                        | Abarth                     | Toine Hezemans               | Abarth 1300 GT         | Sportwagen und GT         |
| 9   | 23. Juli        | 500-km-Rennen von Mugello (Circuito stradale del Mugello)           | Porsche System             | Gerhard Mitter Udo Schütz    | Porsche 910 2.2        | Alle                      |
| 10  | 30. Juli        | 6-Stunden-Rennen von Brands Hatch (Brands Hatch)                    | Chaparral Cars Inc.        | Mike Spence Phil Hill        | Chaparral 2F           | Sportwagen und Prototypen |
| 11  | 6. August       | Coppa Cittá di Enna (Autodromo di Pergusa)                          | Scuderia Brescia Corse     | Nino Vaccarella              | Ford GT40              | Sportwagen und Prototypen |
| 12  | 20. August      | 500-km-Rennen von Zeltweg (Flughafen Zeltweg)                       | Paul Hawkins               | Paul Hawkins                 | Ford GT40              | Sportwagen                |
| 13  | 27. August      | Bergrennen Ollon-Villars (Villars-sur-Ollon)                        | Porsche System             | Gerhard Mitter               | Porsche 910 Bergspyder | Alle                      |
| 14  | 3. September    | 500-km-Rennen auf dem Nürburgring (Nürburgring)                     | Automobiles Alpine         | Roger Delageneste            | Alpine A210            | Alle                      |

## Marken-Weltmeisterschaft für Konstrukteure

### Prototypen über 2-Liter-Hubraum
| Position | Konstrukteur | 1   | 2 | 3 | 4   | 5   | 6 | 7   | 8 | 9 | 10  | 11 | 12 | 13 | 14 | Gesamt |
| -------- | ------------ | --- | - | - | --- | --- | - | --- | - | - | --- | -- | -- | -- | -- | ------ |
| 1        | Ferrari      | 9   |   | 9 | 4   | (3) |   | 6   |   |   | 6   |    |    |    |    | 34     |
| 2        | Porsche      | (3) | 4 | 4 | 6   | 9   | 9 | (2) |   |   | (4) |    |    |    |    | 32     |
| 3        | Ford         | 1   | 9 | 1 | (1) | 2   |   | 9   |   |   |     |    |    |    |    | 22     |
| 4=       | Mirage       |     |   |   | 9   |     |   |     |   |   |     |    |    |    |    | 9      |
| 4=       | Chaparral    |     |   |   |     |     |   |     |   | 9 |     |    |    |    |    | 9      |
| 6        | Lola         |     |   |   | 3   |     |   |     |   |   |     |    |    |    |    | 3      |
| 7        | Alfa Romeo   |     |   |   |     |     | 2 |     |   |   |     |    |    |    |    | 2      |

### Prototypen bis 2-Liter-Hubraum
| Position | Konstrukteur | 1 | 2 | 3 | 4 | 5 | 6   | 7   | 8 | 9 | 10  | 11 | 12 | 13 | 14 | Gesamt |
| -------- | ------------ | - | - | - | - | - | --- | --- | - | - | --- | -- | -- | -- | -- | ------ |
| 1        | Porsche      | 9 | 9 | 9 | 9 | 9 | (9) | (9) |   |   | (6) |    |    |    |    | 45     |
| 2        | Lotus        |   |   |   |   |   |     |     |   |   | 9   |    |    |    |    | 9      |
| 3        | Alfa Romeo   |   |   |   | 4 |   | 3   |     |   |   |     |    |    |    |    | 7      |
| 4        | Chevron      |   |   |   |   |   | 2   |     |   |   | 4   |    |    |    |    | 6      |
| 5=       | Ferrari      |   |   |   |   | 4 |     |     |   |   |     |    |    |    |    | 4      |
| 5=       | Alpine       |   |   |   |   |   |     | 4   |   |   |     |    |    |    |    | 4      |

### Sportwagen über 2-Liter-Hubraum
| Position | Konstrukteur  | 1 | 2 | 3 | 4 | 5 | 6 | 7 | 8 | 9 | 10  | 11 | 12  | 13 | 14 | Gesamt |
| -------- | ------------- | - | - | - | - | - | - | - | - | - | --- | -- | --- | -- | -- | ------ |
| 1        | Ford          | 9 | 9 | 9 | 9 | 9 | 9 |   |   |   | (6) |    | (9) |    |    | 54     |
| 2        | Ferrari       | 4 |   | 4 |   |   | 3 |   |   |   | 9   | 4  | 4   |    |    | 28     |
| 3        | Shelby        |   |   |   |   |   |   |   |   |   |     |    |     | 6  |    | 6      |
| 4        | Austin-Healey |   |   |   |   | 6 |   |   |   |   |     |    |     |    |    | 6      |

### Sportwagen bis 2-Liter-Hubraum
| Position | Konstrukteur | 1 | 2 | 3 | 4 | 5 | 6 | 7 | 8 | 9 | 10 | 11 | 12 | 13  | 14 | Gesamt |
| -------- | ------------ | - | - | - | - | - | - | - | - | - | -- | -- | -- | --- | -- | ------ |
| 1        | Porsche      |   | 9 | 9 |   |   | 9 | 9 |   | 9 | 9  |    | 9  | (4) |    | 63     |
| 2        | Alfa Romeo   |   |   |   |   |   | 6 |   |   | 3 |    |    |    |     |    | 9      |
| 3        | Lotus        |   |   |   |   |   |   |   |   |   |    |    |    | 1   |    | 1      |

### Sportwagen bis 1,3-Liter-Hubraum
| Position | Konstrukteur  | 1 | 2 | 3 | 4 | 5 | 6 | 7 | 8 | 9 | 10 | 11 | 12 | 13  | 14 | Gesamt |
| -------- | ------------- | - | - | - | - | - | - | - | - | - | -- | -- | -- | --- | -- | ------ |
| 1        | Abarth        |   |   |   |   |   |   |   | 9 | 9 |    | 9  | 9  | (4) | 9  | 45     |
| 2        | Diva          |   |   |   |   |   | 9 |   |   |   |    |    |    |     | 3  | 12     |
| 3        | Austin-Healey |   |   |   |   |   |   |   |   | 4 |    |    |    |     |    | 4      |
| 4=       | Saab          |   |   |   |   |   |   |   |   |   |    |    |    | 1   |    | 1      |
| 4=       | Triumph       |   |   |   |   |   |   |   |   |   |    |    |    |     | 1  | 1      |